# Uxeau
Uxeau est une commune française située dans le département de Saône-et-Loire, en région Bourgogne-Franche-Comté.

## Géographie
Uxeau est située au nord du Charolais et à la limite du Bourbonnais à l'ouest et du Morvan au nord. La commune est située à environ 5 km de Gueugnon, 150 km de Dijon et de Clermont-Ferrand.

### Hameaux
Busserolle, la Vella, Montdemot, la Guette, le Noizillier... sont des hameaux d'Uxeau.

### Géologie
La commune possède des indices du bassin houiller de Blanzy daté du Stéphanien (daté entre -307 et -299 millions d'années).

### Climat
Pour des articles plus généraux, voir Climat de la Bourgogne-Franche-Comté et Climat de Saône-et-Loire.
En 2010, le climat de la commune est de type climat océanique dégradé des plaines du Centre et du Nord, selon une étude du Centre national de la recherche scientifique s'appuyant sur une série de données couvrant la période 1971-2000. En 2020, Météo-France publie une typologie des climats de la France métropolitaine dans laquelle la commune est exposée à un climat océanique altéré et est dans la région climatique Centre et contreforts nord du Massif Central, caractérisée par un air sec en été et un bon ensoleillement.
Pour la période 1971-2000, la température annuelle moyenne est de 10,4 °C, avec une amplitude thermique annuelle de 16,6 °C. Le cumul annuel moyen de précipitations est de 1 025 mm, avec 12,4 jours de précipitations en janvier et 7,9 jours en juillet. Pour la période 1991-2020, la température moyenne annuelle observée sur la station météorologique de Météo-France la plus proche, « Cressy », sur la commune de Cressy-sur-Somme à 13 km à vol d'oiseau, est de 12,0 °C et le cumul annuel moyen de précipitations est de 915,9 mm. 
La température maximale relevée sur cette station est de 41,1 °C, atteinte le 24 juillet 2019 ; la température minimale est de −22 °C, atteinte le 16 janvier 1985,,.
Les paramètres climatiques de la commune ont été estimés pour le milieu du siècle (2041-2070) selon différents scénarios d'émission de gaz à effet de serre à partir des nouvelles projections climatiques de référence DRIAS-2020. Ils sont consultables sur un site dédié publié par Météo-France en novembre 2022.

## Urbanisme

### Typologie
Au 1er janvier 2024, Uxeau est catégorisée commune rurale à habitat très dispersé, selon la nouvelle grille communale de densité à sept niveaux définie par l'Insee en 2022.
Elle est située hors unité urbaine. Par ailleurs la commune fait partie de l'aire d'attraction de Gueugnon, dont elle est une commune de la couronne,. Cette aire, qui regroupe 12 communes, est catégorisée dans les aires de moins de 50 000 habitants,.

### Occupation des sols
L'occupation des sols de la commune, telle qu'elle ressort de la base de données européenne d’occupation biophysique des sols Corine Land Cover (CLC), est marquée par l'importance des territoires agricoles (78,3 % en 2018), une proportion identique à celle de 1990 (78,3 %). La répartition détaillée en 2018 est la suivante : prairies (62 %), forêts (21,4 %), zones agricoles hétérogènes (16,3 %), eaux continentales (0,2 %), zones urbanisées (0,1 %). L'évolution de l’occupation des sols de la commune et de ses infrastructures peut être observée sur les différentes représentations cartographiques du territoire : la carte de Cassini (XVIIIe siècle), la carte d'état-major (1820-1866) et les cartes ou photos aériennes de l'IGN pour la période actuelle (1950 à aujourd'hui).

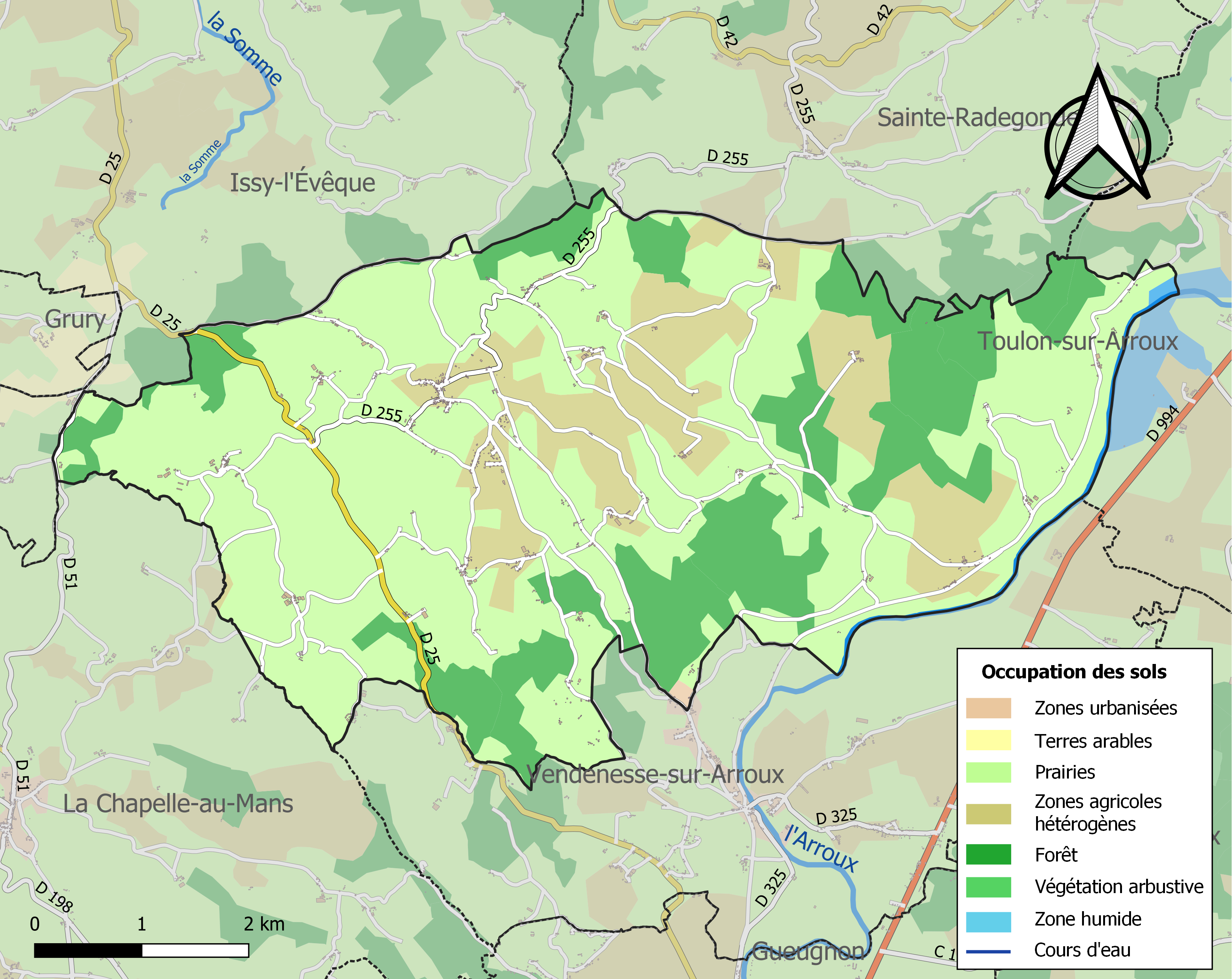
Carte des infrastructures et de l'occupation des sols de la commune en 2018 (CLC).

## Politique et administration
| Période                                  | Période   | Identité                | Étiquette | Qualité                 |
| ---------------------------------------- | --------- | ----------------------- | --------- | ----------------------- |
| mars 1983                                | mars 2008 | Jean-Claude Dauvillaire | PCF       |                         |
| mars 2008                                | mars 2014 | Daniel Detample         |           |                         |
| mars 2014                                | en cours  | Jean-Luc Nivot          |           | technicien électronique |
| Les données manquantes sont à compléter. |           |                         |           |                         |

## Démographie
L'évolution du nombre d'habitants est connue à travers les recensements de la population effectués dans la commune depuis 1793. Pour les communes de moins de 10 000 habitants, une enquête de recensement portant sur toute la population est réalisée tous les cinq ans, les populations de référence des années intermédiaires étant quant à elles estimées par interpolation ou extrapolation. Pour la commune, le premier recensement exhaustif entrant dans le cadre du nouveau dispositif a été réalisé en 2007.

En 2022, la commune comptait 497 habitants, en évolution de −5,51 % par rapport à 2016 (Saône-et-Loire : −1,06 %, France hors Mayotte : +2,11 %).
| 1793 | 1800 | 1806 | 1821  | 1831  | 1836  | 1841  | 1846  | 1851  |
| ---- | ---- | ---- | ----- | ----- | ----- | ----- | ----- | ----- |
| 911  | 922  | 884  | 1 095 | 1 095 | 1 050 | 1 073 | 1 120 | 1 119 |

| 1856  | 1861  | 1866  | 1872  | 1876  | 1881  | 1886  | 1891  | 1896  |
| ----- | ----- | ----- | ----- | ----- | ----- | ----- | ----- | ----- |
| 1 096 | 1 044 | 1 054 | 1 045 | 1 078 | 1 089 | 1 138 | 1 088 | 1 058 |

| 1901  | 1906 | 1911 | 1921 | 1926 | 1931 | 1936 | 1946 | 1954 |
| ----- | ---- | ---- | ---- | ---- | ---- | ---- | ---- | ---- |
| 1 012 | 986  | 940  | 827  | 746  | 670  | 672  | 695  | 700  |

| 1962 | 1968 | 1975 | 1982 | 1990 | 1999 | 2006 | 2007 | 2012 |
| ---- | ---- | ---- | ---- | ---- | ---- | ---- | ---- | ---- |
| 730  | 718  | 655  | 693  | 686  | 574  | 534  | 528  | 537  |

| 2017 | 2022 | - | - | - | - | - | - | - |
| ---- | ---- | - | - | - | - | - | - | - |
| 519  | 497  | - | - | - | - | - | - | - |

## Culture locale et patrimoine

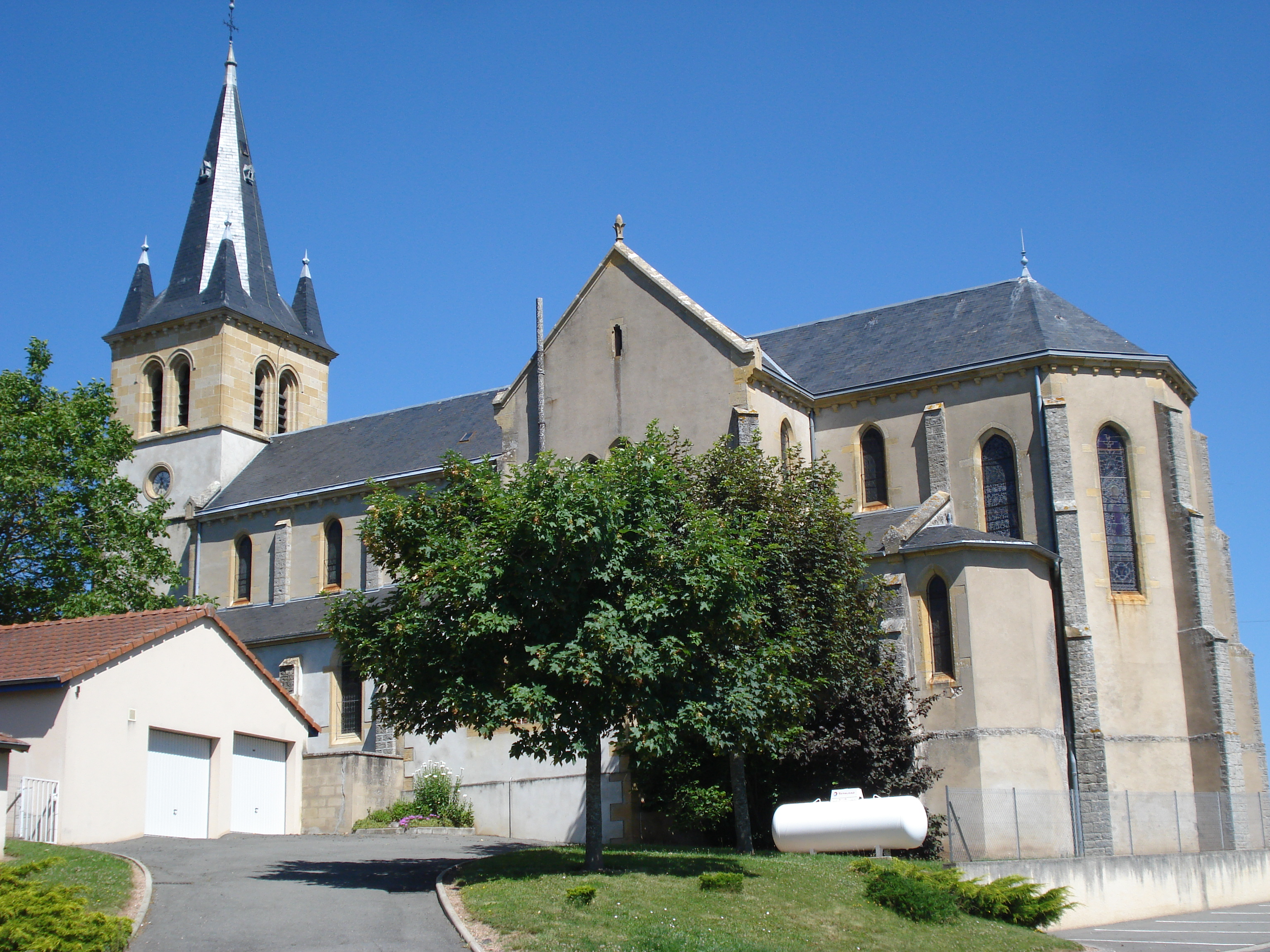
Uxeau, l'église vue du sud-est.

### Lieux et monuments
- Église Saint-Pierre-aux-Liens.
- Une partie du mont Dardon est située sur la commune d'Uxeau.

### Personnalités liées à la commune
- Michel Léonard Béguine (1855-1929), sculpteur, est né dans la commune.
- Georges Riguet (1904-1998), écrivain régionaliste français et poète né à Uxeau[21].
- Dominique Rizet, journaliste et chroniqueur de Faites entrer l'accusé, est originaire d'Uxeau.

## Pour approfondir